# 帕托加

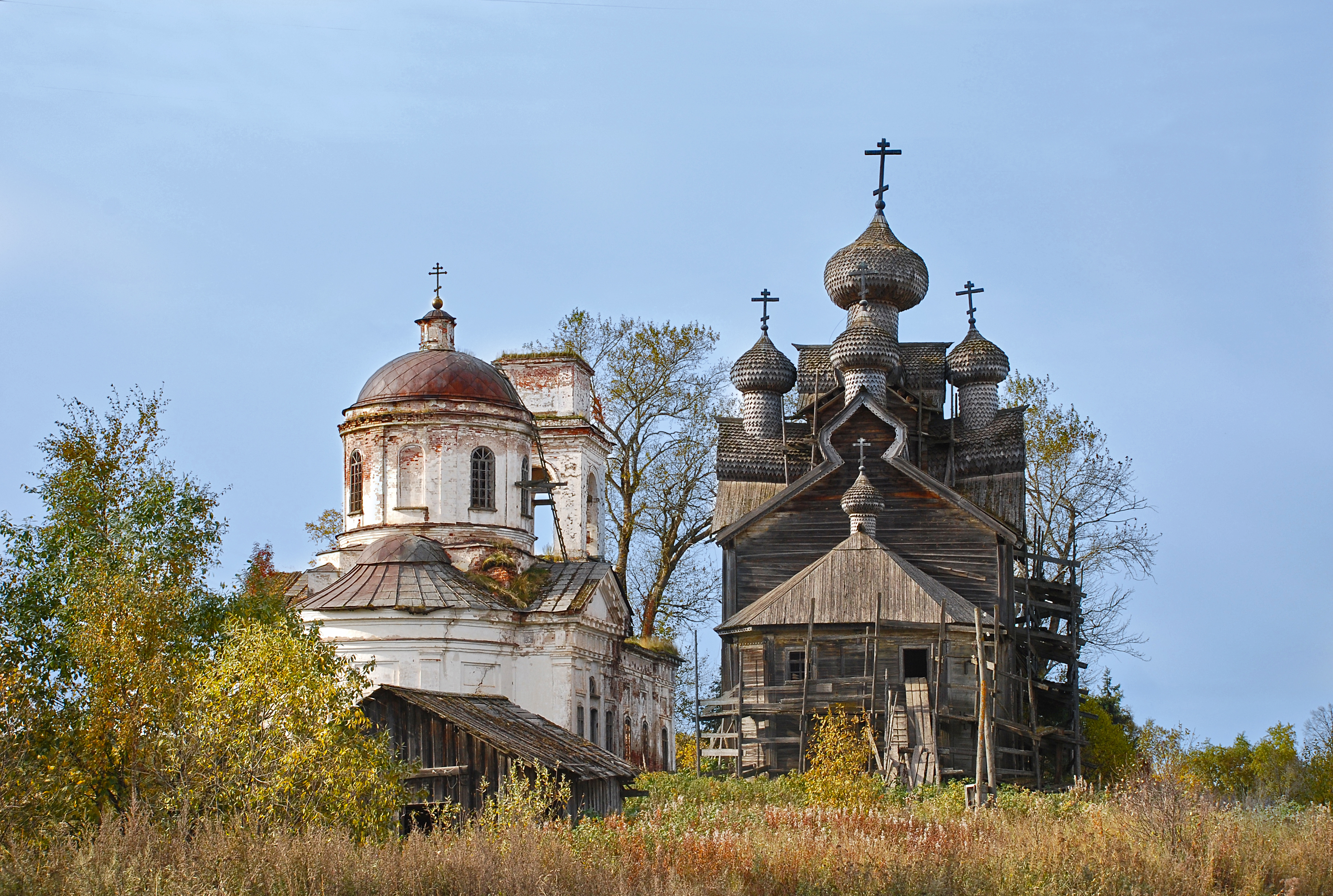
帕托加的教堂

帕托加（俄语：Палтога）是一个位于俄罗斯沃洛格达州维捷格拉区的一个村庄。 据2002年俄罗斯全国人口普查。此村共有295人。主要的国籍为俄罗斯籍。
帕托加有一所学校，此外还有图书馆、文化中心、邮局和两个零售店。在帕托加境内有两个东正教教堂。
该村庄于2001年通过合并几个村庄而建立。
61°00′37″N 36°09′00″E / 61.01028°N 36.15000°E